# Vancouver Canucks
Vancouver Canucks je hokejaški klub iz Vancouvera u kanadskoj pokrajini Britanskoj Kolumbiji (British Columbia).
Pridružio se NHL ligi od 1970. godine.

Domaće klizalište:
- Pacific Coliseum 1970. – 1995.
- Rogers Arena 1995.-

Klupske boje:
plava, zelena, siva i bijela
Logotipi:
Stick-in-Rink (prvotni tip ovog logotipa se koristio od 1970. – 1978., ponovo je vraćen u upotrebu od 2003. – 2007., a danas se koristi malo modificiraniji tip loga), Orca (prvotni tip korisitio se od 1997. – 2007., a od 2007. modificiran tip logotipa), Johnny Canuck (korisiti se od 2008.) i Flying Skate (korisitio se u razdoblju 1978. – 1997.)
Maskota:
Službena maskota Vancouver Canucksa je Orka, a neslužbena maskota je The Green Men

## Uspjesi
- pobjednici Konferencije: 1981./82., 1993./94., 2010./11.
- Presidents' Trophy: 2010./11., 2011./12.
- pobjednici Divizije: 1974./75., 1991./92., 1992./93., 2003./04., 2006./07., 2008./09., 2009./10., 2010./11., 2011./12.

## Nagrade i priznanja
Nagrade koje dodjeljuju Vancouver Canucksi: Babe Pratt Trophy, Cyclone Taylor Trophy, Cyrus H. McLean Trophy, Fred J. Hume Award, Molson Cup

## Poznati igrači i treneri
- Stan Smyl
- Mark Messier
- Pavel Bure
- Markus Näslund
- Trevor Linden

## Vanjske poveznice
Vancouver Canucks